# The Witches (1990)
The Witches (bra: Convenção das Bruxas) é um filme de fantasia e comédia de terror britano-estadunidense de 1990 baseado no romance de mesmo título infantil de Roald Dahl. Foi dirigido por Nicolas Roeg e estrelado por Anjelica Huston, Mai Zetterling, Rowan Atkinson, e Jasen Fisher. Como no romance original, a história apresenta bruxas malvadas que se disfarçam de mulheres comuns e transformam crianças em ratos, e um menino e sua avó precisam encontrar uma maneira de frustrarem seus planos.
The Witches foi produzido por Jim Henson Productions para a Lorimar Film Entertainment e distribuído pela Warner Bros. Foi o último filme para o cinema a ser produzido pela Lorimar, antes do fechamento da empresa em 1993. O filme estava previsto para ser distribuído pela Lorimar, mas quando a empresa dissolveu sua operação de distribuição de cinema, acabou ficando na gaveta por mais de um ano após a conclusão das filmagens. O filme estreou em 25 de maio de 1990, em Londres, e foi programado para estrear no mesmo dia nos Estados Unidos, mas depois da exibição de teste na Flórida em maio, a Warner Bros. adiou o lançamento no país até agosto.
Um remake The Witches foi produzido e lançado em 2020 com direção de Robert Zemeckis, produzido por Alfonso Cuarón e Guillermo del Toro e protagonizado por Anne Hathaway. O elenco também conta com Octavia Spencer, Stanley Tucci, e Chris Rock.

## Elenco
- Anjelica Huston como senhorita Eva Ernst
- Jasen Fisher como Luke Eveshim
- Mai Zetterling como Helga Eveshim
- Rowan Atkinson como Sr. Stringer
- Jane Horrocks como senhorita Susan Irvine
- Charlie Potter como Bruno Jenkins
- Anne Lambton como Pamela, a mulher de preto
- Angelique Rockas como Henrietta
- Annabel Brooks como Nicola Cuttle
- Sukie Smith como Marlene
- Bill Paterson como Herbert Jenkins
- Brenda Blethyn como Rebecca Jenkins
- Jenny Runacre como Elizabeth "Elsie"
- Emma Relph como Mildred "Millie"
- Rose English como Doreen "Dora"
- Nora Connolly como Beatrice
- Rosamund Greenwood como Janice
- Darcy Flynn como mãe de Luke
- Vincent Marzello como pai de Luke
- Ola Otnes como pai de Erica
- Jim Carter como Andre, o chef
- Roberta Taylor como Jacqueline (chef bruxa)
- Stella Tanner como Loisette "Lois" Leffour
- Barbara Hicks como Regina

## Produção
Foi o último filme em que Jim Henson trabalhou antes de sua morte naquele ano, é o último filme produzido pela Lorimar Productions, e o último filme feito com base no material de Dahl antes de sua morte (em 1990). As seguintes pessoas fizeram um trabalho especial de marionetes neste filme: Anthony Asbury, Don Austen (formas de rato de Luke e Bruno), Sue Dacre, David Greenaway, Brian Henson, Robert Tygner e Steven Whitmire. A parte inicial do filme foi filmada em Bergen, na Noruega. Grande parte do filme foi filmado no Headland Hotel, situado na costa de Newquay, na Cornualha.
Durante as filmagens, Rowan Atkinson causou uma calamidade no estilo Mr. Bean quando ele deixou as torneiras do banheiro em seu quarto abertas. A inundação destruiu grande parte do equipamento da equipe de produção que estava no andar de baixo. Na época, Huston estava namorando Jack Nicholson, que frequentemente telefonava para o hotel e enviava enormes buquês de flores, para grande empolgação dos funcionários. O diretor Nicholas Roeg mais tarde editou cenas que ele achava que seria assustador demais para as crianças depois de ver a reação de seu filho ao corte original.
Os efeitos de maquiagem para a Grande Bruxa de Huston levaram seis horas para serem aplicados e outros seis para serem removidos. As próteses incluíam uma máscara facial completa, corcova, garras mecanizadas e uma clavícula rompida. Huston descreveu uma cena de monólogo que teve que fazer onde "eu estava tão desconfortável e cansada de ser envolta em borracha sob luzes quentes por horas que as falas pararam de fazer sentido para mim e tudo o que eu queria fazer era chorar". O vapor verde usado extensivamente no final do filme era à base de óleo, e obscureceria os contatos nos olhos de Huston, que tinham que ser regularmente lavados com água por um especialista. Roeg escolheu um traje sexy para a personagem usar e enfatizou para Huston que a Grande Bruxa deveria ter sex appeal em todos os momentos, apesar de sua aparência grotesca em certas cenas do filme.
Roald Dahl ficou irritado porque Roeg havia mudado seu final original no roteiro. Como um gesto de conciliação, Roeg ofereceu-se para filmar duas versões, a versão do livro em que Luke continua a ser um rato, e a versão mais feliz, onde ele é transformado novamente em humano, antes de fazer sua escolha final. Ao observar a cena leal a seu livro, Dahl ficou tão comovido que ele foi levado às lágrimas. No entanto, Roeg decidiu ir com o final alterado, o que levou Dahl a exigir que seu nome fosse removido inteiramente dos créditos, e a ameaçar uma campanha publicitária contra o filme. Ele só foi dissuadido disso, a pedido de Jim Henson.

## Lançamento
O filme foi programado para ser distribuído por Lorimar, mas quando a empresa dissolveu sua operação de distribuição de filmes para o cinema, acabou ficando na prateleira por mais de um ano após a conclusão das filmagens. O filme estreou em 25 de maio de 1990, em Londres, e estava programado para estrear no mesmo dia nos Estados Unidos, mas após as exibições de testes na Flórida no início daquele ano, a Warner Bros. atrasou o lançamento americano até agosto. O filme recebeu US$ 10.360.553 nos Estados Unidos e US$ 266.782 na Alemanha.

### Mídia doméstica
Warner Home Video lançou o filme pela primeira vez em VHS e LaserDisc em 1991. O segundo lançamento (e primeiro relançamento) foi em VHS e pela primeira vez em DVD em 1999. Ambas as versões (e qualquer exibição de televisão) usam o original negativo fosco aberto do filme, em vez de reduzi-lo para 1,85: 1 (ou 1,66:1). Foi lançado no formato Blu-ray na Espanhaapenas em 2017. Em julho de 2019, um lançamento em Blu-ray da Warner Archive Collection foi anunciado e lançado em 20 de agosto de 2019.

## Recepção
The Witches foi bem recebido pela crítica. O filme tem um raro 100% no site de críticos de cinema Rotten Tomatoes, baseado em comentários de 33 críticos com uma classificação média de 7,7/10. Seu consenso diz: "Com um desempenho deliciosamente perverso de Angelica Huston e fantoches imaginativos pela loja de criaturas de Jim Henson, o filme sombrio e espirituoso de Nicolas Roeg capta o espírito da escrita de Roald Dahl como poucas outras adaptações".
Roger Ebert deu ao filme 3 de 4 estrelas, chamando o filme de "um filme intrigante, ambicioso e inventivo, e quase merece ser visto apenas pelo prazer óbvio de Anjelica Huston em interpretar uma vilã completamente descompromissada". No entanto, o próprio Roald Dahl considerou o filme como totalmente aterrador por causa do final que contrastava com seu livro.

### Bilheteria
O filme arrecadou US$ 10.360.553 nos Estados Unidos, e teve uma arrecadação mundial de US$ 15,3 milhões, tendo um baixo desempenho comercial na época.

## Prêmios e Indicações
Academy of Science Fiction, Fantasy & Horror Films (1991)
- Nomeado – Prêmio Saturno de melhor atriz em cinema (Anjelica Huston)
- Nomeado – Prêmio Saturno de melhor maquiagem (John Stephenson)
- Nomeado – Prêmio Saturno de melhor música (Stanley Myers)
- Nomeado – Prêmio Saturno de melhor performance de um jovem ator (Jasen Fisher)
- Nomeado – Prêmio Saturno de melhor atriz coadjuvante (Mai Zetterling)

BAFTA Awards (1991)
- Nomeado –  Prêmio BAFTA de Melhor Maquiagem e Cabelo (Christine Beveridge)

Boston Society of Film Critics Awards (1991)
- Venceu – Prêmio da Sociedade de Críticos de Cinema de Boston de Melhor Atriz (Anjelica Huston)

Fantasporto (1991)
- Nomeado – International Fantasy Film Award de Melhor Filme (Nicolas Roeg)

Hugo Awards (1991)
- Nomeado – Prêmio Hugo de melhor apresentação dramática

Los Angeles Film Critics Association Awards (1990)
- Venceu – Los Angeles Film Critics Association Award de melhor atriz (Anjelica Huston)

National Society of Film Critics Awards (1990)
- Venceu – National Society of Film Critics Award de Melhor Atriz (Anjelica Huston)